# Stefania Giannini
Stefania Giannini (ur. 18 listopada 1960 w Lukce) – włoska językoznawczyni, profesor, wykładowczyni akademicka, a także senator, od 2014 do 2016 minister edukacji w rządzie Mattea Renziego.

## Życiorys
Z wykształcenia lingwistka. Związana zawodowo z Uniwersytetem dla Obcokrajowców w Perugii, od 1991 na stanowisku wykładowcy, specjalizując się w fonetyce i fonologii. W 1999 została profesorem zwyczajnym, w latach 2000–2004 kierowała wydziałem językoznawstwa. W 2004 powołana na stanowisko rektora uniwersytetu. Obejmowała funkcje w organach doradczych i organizacjach społecznych, m.in. wybrana na stanowisko prezesa włoskiego towarzystwa językoznawczego.
W 2013 Stefania Giannini zdecydowała się na kandydowanie do parlamentu włoskiego z ramienia koalicji Z Montim dla Włoch, uzyskując mandat senatora XVII kadencji. Została jednym z liderów ugrupowania politycznego Wybór Obywatelski.
21 lutego 2014 kandydat na premiera Matteo Renzi ogłosił jej nominację na urząd ministra edukacji, szkolnictwa wyższego i badań naukowych. W 2015 przystąpiła do Partii Demokratycznej. Urzędowanie jako minister zakończyła wraz z całym gabinetem 12 grudnia 2016.

## Odznaczenia
Odznaczona Krzyżem Wielkiego Oficera Orderu Zasługi Republiki Włoskiej (2011).